# (33070) 1997 WY7
1997 WY7 (asteroide 33070) é um asteroide da cintura principal. Possui uma excentricidade de 0.13486470 e uma inclinação de 6.80648º.
Este asteroide foi descoberto no dia 23 de novembro de 1997 por Naoto Sato em Chichibu.